# Țvi Herș Kahana
Țvi Herș Kahana (n.  ?, Austro-Ungaria – d. mai 1944) a fost un rabin hasidic român transilvănean, primul Rebbe al dinastiei hasidice Spinka. El a fost succedat de fiul său, Yosef Meir Kahana. 